# Liber Figurarum
Il Liber Figurarum (Il Libro delle Figure) è un codice miniato che raccoglie delle figure illustranti il pensiero teologico del pensatore, filosofo e riformatore monastico Gioacchino da Fiore, vissuto nel XII secolo.

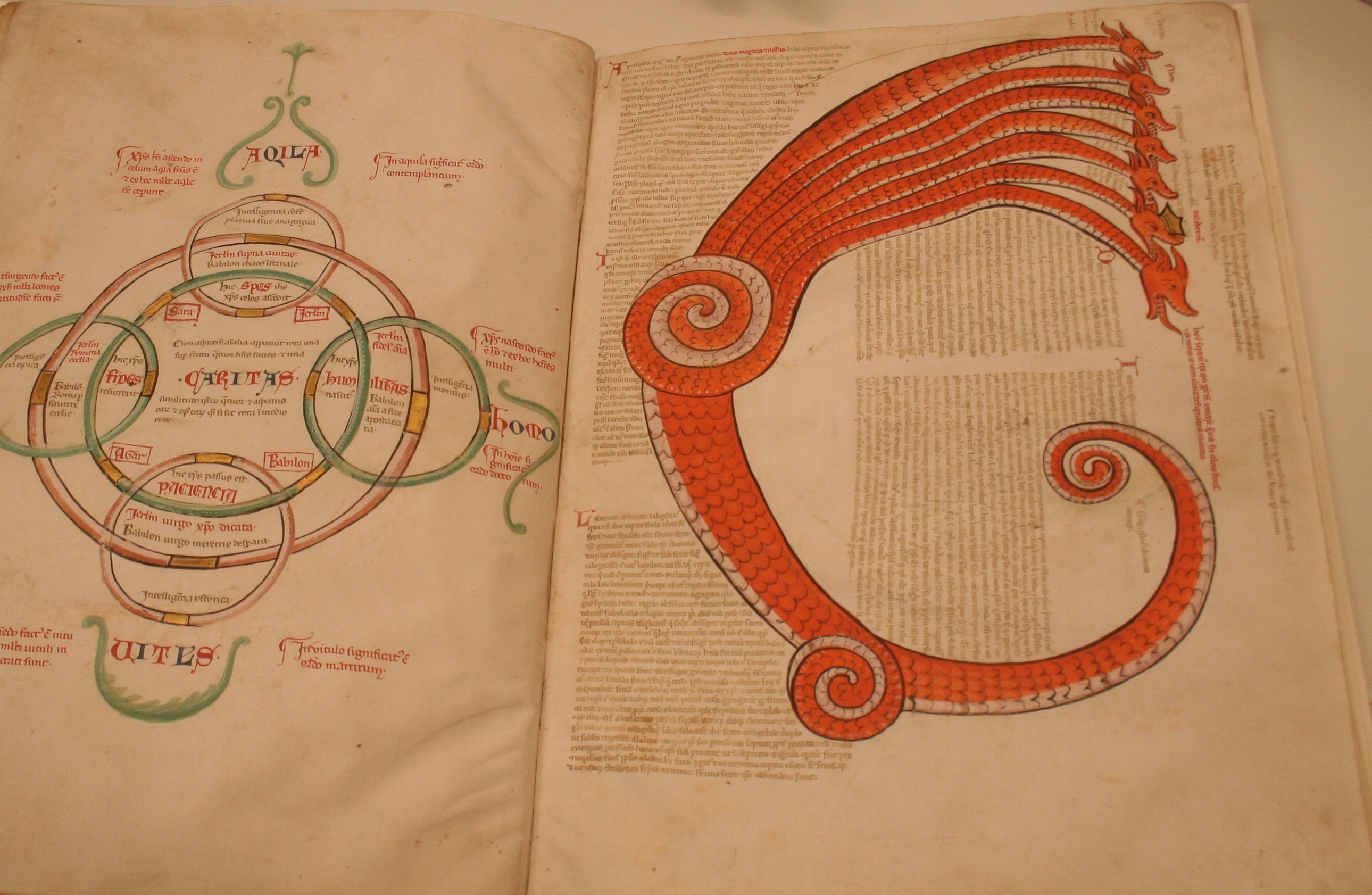
Pagina del Liber Figurarum, XII Sec.

## Il codice
Del codice si conoscono tre esemplari presenti rispettivamente presso il St. Anne's College di Oxford in Inghilterra, un museo di Dresda in Germania e presso la Biblioteca del seminario di Reggio Emilia, quest'ultimo scoperto dallo studioso italiano Leone Tondelli nel 1937. 	
Il codice più antico è quello di Oxford, scoperto dalla storica britannica Marjorie Reeves nel 1942, mentre gli altri sono più recenti.
Il Liber figurarum è citato come opera di Gioacchino da Fiore nella Cronica di Salimbene de Adam da Parma, risalente al sec. XIII, e dopo questa citazione se ne sono perse le tracce, fino al ritrovamento nel sec. XX.
La prerogativa del codice è quella di contenere delle immagini miniate, non comunemente presenti nei codici del tempo che presentavano invece dei ricchi capilettera.
Le immagini presenti nel codice sono state concepite per rendere maggiormente comprensibile il pensiero gioachimita, in un'epoca di oscurantismo come il basso medioevo in cui l'opera venne redatta.
Risulta evidente che per la sua stesura abbiano dovuto lavorare anche dei miniatori oltre che degli amanuensi.
Del Liber figurarum come fonte della Divina Commedia di Dante Alighieri si sono occupati dettagliatamente gli studiosi Leone Tondelli e Antonio Piromalli e altri.

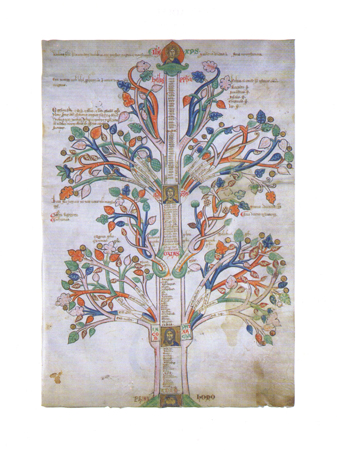
L'albero dell'umanità
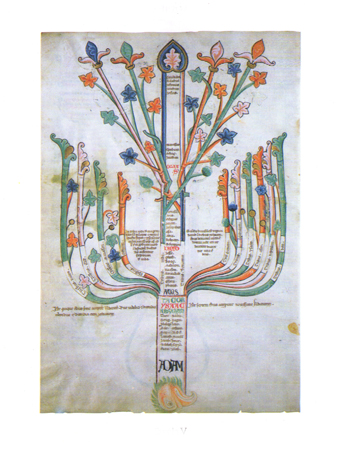
Aquila a
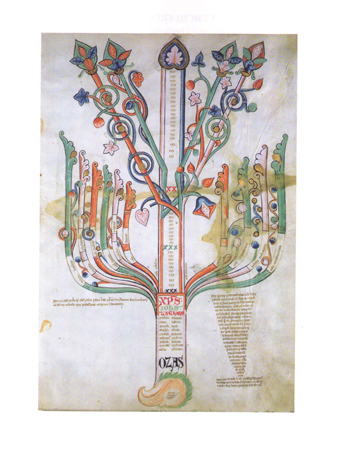
Aquila b
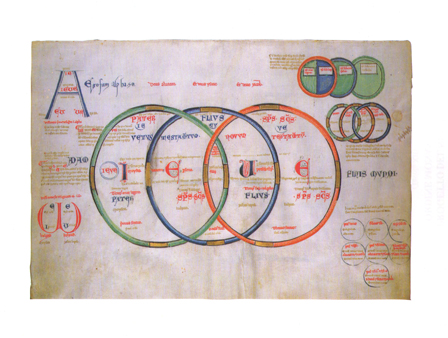
Cerchi trinitari
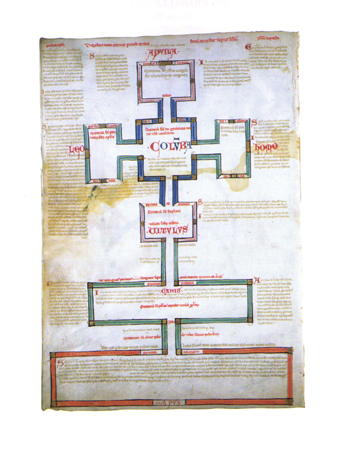
Progetto del nuovo ordine monastico
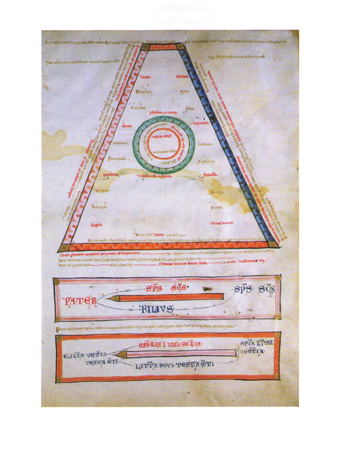
Il salterio dalle dieci corde
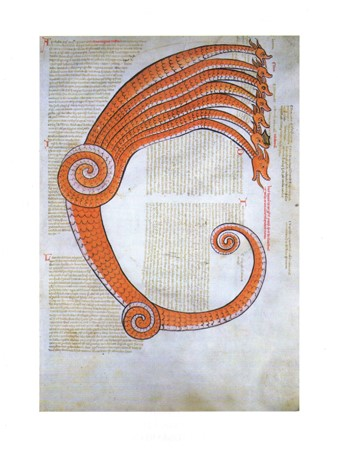
Drago dell'Apocalisse (draco magnus)
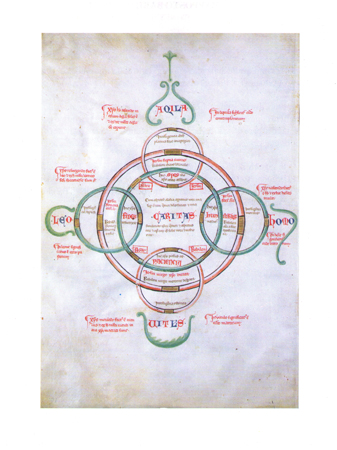
Il Cocchio divino di Ezechiele: la ruota bella ruota
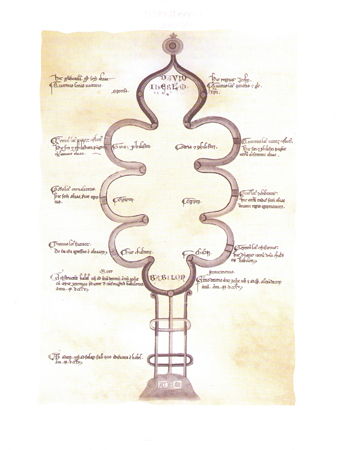
Il contrapposto Babilon - Roma
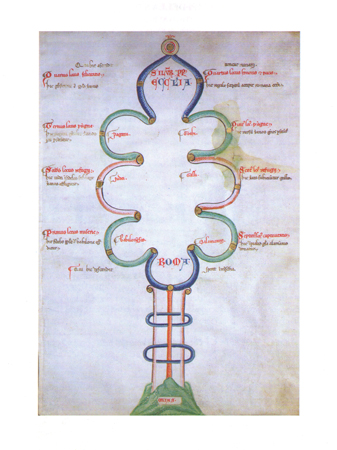
Il contrasto tra chiesa romana e Babilonia
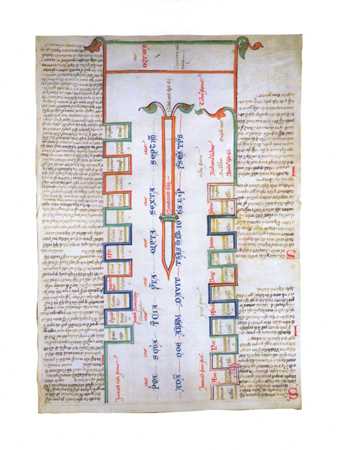
I tempi della storia
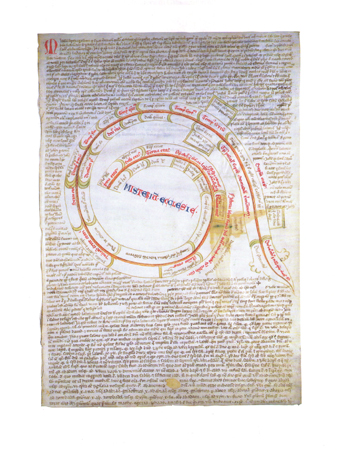
Mistero della chiesa